# Bank Forum

Logo der Bank Forum JSE

Die Bank Forum JSC (Joint Stock Commercial) ist eine Bank in der Ukraine mit Sitz in Kiew.
Die „Bank Forum“ wurde im Jahre 1994 von dem Oligarchen Leonid Yurushev gegründet, der auch 84,5 Prozent des Kapitals hielt. Sie hatte Mitte 2007 ca. 9.500 Mittelständische und 2.500 weitere Firmenkunden. In den 230 Filialen werden ca. 230.000 Privatkunden betreut. Die Bank hat aktuell ca. 4.400 Mitarbeiter. Mit einer Bilanzsumme von ca. 1,4 Milliarden Euro und einem Marktanteil von 2,3 Prozent war sie Mitte 2007 an Position 10 der ukrainischen Banken.
Die Commerzbank AG übernahm Mitte September 2007 einen Anteil von 60 Prozent plus einer Aktie von Yurushev. Es ergab sich ein Kaufpreis von 600 Millionen Dollar (seinerzeit ca. 435 Millionen Euro). Am 4. März 2010 stockte sie diesen Anteil auf 89,3 Prozent auf, indem sie Yurushevs verbliebenen Anteil vollständig übernahm. Nachdem die Commerzbank ihren Anteil zwischenzeitlich auf 96,06 Prozent aufgestockt hatte, kündigte sie am 30. Juli 2012 an, ihren Anteil an die Smart Holding, eine ukrainische Investmentgesellschaft, zu verkaufen. Der Verkauf wurde mit einem Verlust in Höhe von ca. 200 Millionen Euro vollzogen.
Am 14. März 2014 erklärte die Nationalbank der Ukraine die „Bank Forum“ für zahlungsunfähig und stellte sie unter Zwangsverwaltung. Die Zwangsverwaltung wurde auf 3 Monate befristet. Seit 13. April 2014 zahlt der ukrainische Einlagensicherungsfonds an natürliche Personen Guthaben von Girokonten, Kartenkonten sowie Geldanlagen mit Fälligkeitsdatum bis 23. März in Landeswährung in einer Höhe von bis zu 200 000 UAH aus.
Als Schuldigen für die Zahlungsunfähigkeit sah der Aufsichtsratsvorsitzende Alexander Morosow in einem Statement vom 16. März 2014 die ehemalige Eigentümerin. „Die Commerzbank begann bereits seit 2012, die wahre Lage der Dinge in der Bank zu verbergen. Wir führen ein Gerichtsverfahren, in dem die Commerzbank die Beklagte ist“, so Morosow nach Angaben von Interfax. Das reale Volumen der problematischen Kredite sei beschönigt und entsprechend seien nicht die nötigen Reserven gebildet worden. Dies sei sowohl vor der Aufsichtsbehörde als auch vor den jetzigen Aktionären der Bank verborgen worden.